# Freilichtbühne Coesfeld

Zuschauerraum der Freilichtbühne Coesfeld

Die Freilichtbühne Coesfeld ist eine Freilichtbühne im Coesfelder Teilort Flamschen. Die 1951 erbaute Naturbühne bietet heute Platz für 650 Zuschauer und wird vom gleichnamigen Verein Freilichtbühne Coesfeld e. V. betrieben. Es finden dort Aufführungen von Amateurtheatern und Musical-Veranstaltungen statt.

## Geschichte
Die Geschichte der Freilichtbühne Coesfeld reicht bis ins Jahr 1946 zurück, als der Flamschener Lehrer Stefan Rüter mit Schülern der örtlichen Schule eine Theatergruppe gründete, die zunächst in der Schule in Rüters Privaträumen probte und spielte.

### Vorgeschichte
Rüter wollte seine Schüler mit Hilfe von gemeinsamen Singen, Theaterspielen und Bühnenauftritten bilden. Sie stellten Kostüme selbst her und studierten kleinere Sketche ein. Um die Weihnachtszeit wurde dazu in der Schule eine kleine Bühne eingebaut, auf der erste Aufführungen stattfanden. Ein erstes vollständiges Theaterstück war dann 1947 die Aufführung Rosa von Tannenburg. Von da an wurde mit den Schülern jährlich ein großes Theaterstück einstudiert, in den ersten Jahren waren dies Der Geiger unserer Lieben Frau, Die Donareiche und Die Schildbürger. Die Theatergruppe erspielte sich eine gewisse Bekanntheit in der Region, sodass auch Zuschauer aus den Nachbarorten zu den Aufführungen kamen. Rüter legte Wert darauf, durch gemeinsame Aktivitäten wie Ausflüge die Gemeinschaft in der Gruppe zu stärken. So verblieben viele Schulabgänger in der Gruppe, die sich beständig vergrößerte und bald den schulischen Rahmen verließ. Um 1950 fanden die ersten Gastspiele in Coesfeld und anderen Nachbarorten statt. Es entstand das Tourneetheater Coesfeld.

### Gründung
Durch die zunehmende Platznot – das Schulhaus und Rüters Privaträume waren für die wachsenden Spieler- und Zuschauerzahlen längst zu klein geworden – kam der Lehrer auf die Idee, in seinem Obstgarten eine Freilichtbühne zu errichten. Gemeinsam mit seinen Spielern entwarf er eine Konzeption und steckte die Bereiche für Bühne und Zuschauer ab. Die gesamte Anlage war damals noch flach, die im Vergleich zu heute mit rund 25 m² noch sehr kleine Bühne lag lediglich 25–30 cm erhöht.

### Die ersten Jahre
Bei der Eröffnung 1951 war die Freilichtbühne Coesfeld noch eine sehr improvisierte Anlage. Sitzgelegenheiten waren einfache Bretter, die auf in die Wiese gerammte Pflöcke genagelt waren. Als Füllmaterial für die leichte Erhöhung der Bühne diente Bauschutt, der abends und an Wochenenden von Freiwilligen mit Pferdegespannen von den im Krieg zerstörten Gebäuden einer ehemaligen Stoffdruckerei und eines Gefängnisses herangeschafft wurde. Als Sichtschutz wurden Bäume und Sträucher gepflanzt. Mit dem Stück Teufelskirche in Trier feierte die Bühne dann ihre Premiere.

### Entwicklung bis heute
In den folgenden Jahren entwickelte sich die Anlage immer mehr zu einer „richtigen“ Bühne: Einige der Obstbäume des Schulgartens, die den inzwischen bis zu 1300 Zuschauern pro Vorstellung die Sicht teilweise versperrten, mussten weichen. Lediglich zwei Bäume blieben als Lichtmasten, in denen je ein Beleuchter saß, der mit einem selbstgebastelten Scheinwerfer die Szenerie erhellte. In den 1960er Jahren entstand dann ein richtiger überdachter Zuschauerraum mit rund 650 Plätzen und der gesamte Betrieb und die Ausstattung wurden professioneller gestaltet.
In den 1970er Jahren begannen die Coesfelder damit, auch im Winter Theater zu spielen und führen seither regelmäßig Wintermärchen auf Saalbühnen auf. Angeschlossen an die Freilichtbühne wurde 1971 eine Ballettschule gegründet, 1976 entstand das Vereinsheim. Fünf Jahre später wurde der Freilichtbühnenchor gegründet und im Jahre 1987 erstmals parallel zum Hauptstück ein zweites Stück auf der Freilichtbühne aufgeführt: Es handelte sich um die Märcheninszenierung Hänsel und Gretel. 2023 wurden My fair Lady und der kleine Tag gespielt.

## Gespielte Stücke
Die in Coesfeld am häufigsten gespielten Stücke (Stand 2018) sind West Side Story, das ebenso viermal (1987, 1988, 1996 und 1997) zur Aufführung kam, wie Im weißen Rößl (1952, 1959, 1970, 2017), sowie die jeweils dreimal inszenierten Linie 1 (1994, 1995, 2007) und Anatevka (1977, 1984, 1993). Bei den Märchen ist Aschenputtel, das insgesamt fünf Mal aufgeführt wurde, das meistgespielte Stück in Coesfeld.

## Zuschauerzahlen
Schon in den Gründungsjahren besuchten jährlich „einige Tausend“ Zuschauer die Aufführungen. Heute kommen jährlich um die 20.000 Zuschauer zu den rund 40 Aufführungen beider Stücke. 2008 konnte dabei mit 27.791 Zuschauern ein besonders erfolgreiches Jahr gefeiert werden.

## Sonstiges
Der Verein Freilichtbühne Coesfeld e. V. ist Mitglied im Verband Deutscher Freilichtbühnen.
Am 18. September 2010 wurde die Freilichtbühne Coesfeld für die Produktion Vanity Fair von Claus Martin in der Sparte Freilichttheater mit dem Deutschen Amateurtheaterpreis „amarena“ ausgezeichnet.